# Zone économique exclusive de la France

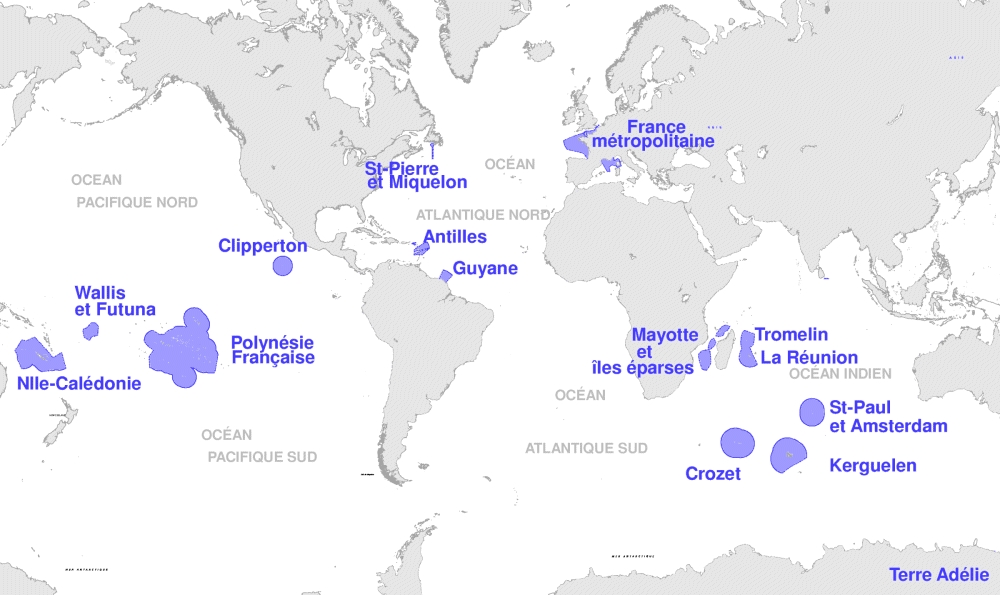
Zone économique exclusive de la France

La zone économique exclusive (ZEE) de la France est, conformément au droit de la mer, l'espace maritime sur lequel la France exerce des droits souverains en matière d'exploration et d'usage des ressources.

## Superficie
La ZEE de la France est la deuxième plus importante du monde avec 10 186 624 km2, derrière celle des États-Unis (11 351 000 km2) et devant celle de l'Australie (9 025 053 km2).
En rajoutant les extensions du plateau continental en vigueur en janvier 2023, les espaces maritimes français atteignent une superficie de 10 911 921 km2. Mais ces extensions, limitées au sol et au sous-sol marin, n'augmentent pas la ZEE,, qui inclut aussi la colonne d'eau et les eaux de surface : les eaux de ces extensions demeurent des eaux internationales.
La délimitation de la ZEE française n'est pas complète : la France possède des frontières maritimes avec 32 pays, mais, en 2017, seulement une vingtaine ont fait l'objet d'un accord de délimitation.
La ZEE française couvre environ 7 % de la surface de toutes les ZEE du monde, tandis que la République française ne représente que 0,45 % de la superficie terrestre mondiale.

## Géographie

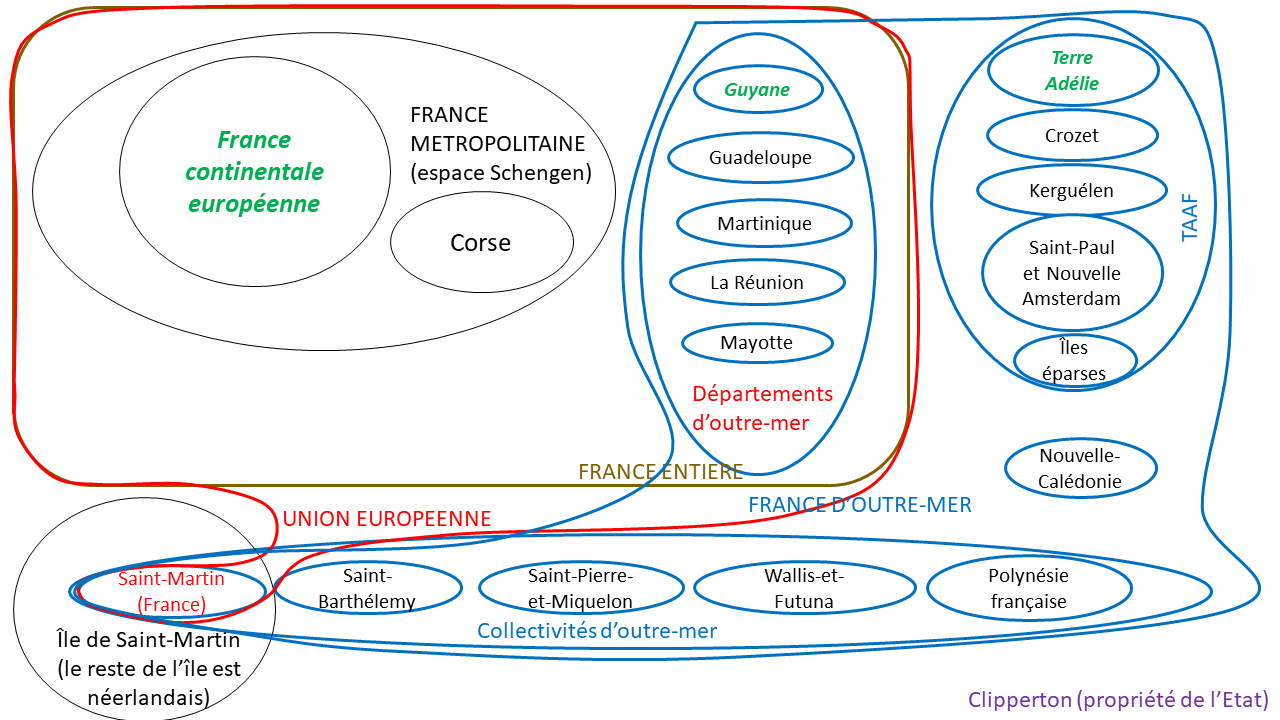
On voit la France métropolitaine et d'outre-mer, la partie appartenant à l'Union européenne. Pour des raisons de simplification, la France continentale est représentée en vert et en italique.

Les eaux des îles Anglo-Normandes, qui ne font pas partie du Royaume-Uni, et de Monaco sont enclavées au sein de la ZEE française,.
La France métropolitaine ainsi que les régions ultrapériphériques que sont les départements d'outre-mer (Guadeloupe, Guyane, Martinique, Mayotte, La Réunion) et la collectivité d'outre-mer de Saint-Martin, font partie de l'Union européenne (UE).
Cela signifie que les autres territoires français qui constituent des pays et territoire d'outre-mer, et donc leur ZEE, ne font pas partie de l'UE.
| Territoire                                 | Superficie de la ZEE et des eaux territoriales (km2) | Représentation |
| ------------------------------------------ | ---------------------------------------------------- | -------------- |
| France métropolitaine                      | 371 096                                              |                |
| Saint-Pierre-et-Miquelon                   | 12 387                                               |                |
| Guadeloupe et Martinique                   | 138 440                                              |                |
| Saint-Barthélemy et Saint-Martin           | 5 202                                                |                |
| Guyane                                     | 131 506                                              |                |
| La Réunion                                 | 317 356                                              |                |
| Mayotte                                    | 69 238                                               |                |
| Îles Éparses                               | 634 853                                              |                |
| Archipel Crozet                            | 572 919                                              |                |
| Îles Kerguelen                             | 565 723                                              |                |
| Île Saint-Paul et Île Amsterdam            | 510 699                                              |                |
| Nouvelle-Calédonie                         | 1 364 591                                            |                |
| Wallis-et-Futuna (ZEE de Wallis-et-Futuna) | 262 563                                              |                |
| Polynésie française                        | 4 793 620                                            |                |
| Île Clipperton                             | 436 431                                              |                |
| Total                                      | 10 186 624                                           |                |